# Liste du patrimoine mondial au Venezuela
Cet article recense les sites inscrits au patrimoine mondial au Venezuela.

## Statistiques
Le Venezuela (république bolivarienne du Venezuela pour l'UNESCO) accepte la Convention pour la protection du patrimoine mondial, culturel et naturel le 30 octobre 1990. Le premier site protégé est inscrit en 1993.
En 2013, le Venezuela compte 3 sites inscrits au patrimoine mondial, 2 culturels et 1 naturel. 
Le pays a également soumis 3 sites à la liste indicative, 1 culturel et 2 mixtes.

## Listes

### Patrimoine mondial
Les sites vénézuéliens suivants sont inscrits au patrimoine mondial en 2023. Les noms et les graphies sont celles choisies par l'UNESCO. Les superficies des biens transfrontaliers sont celles de leurs parties vénézuéliennes.
| Site                          | État    | Type                              | Date | Superficie (ha) | Lien | Notes | Coordonnées                                                             | Illus. |
| ----------------------------- | ------- | --------------------------------- | ---- | --------------- | ---- | --- | ----------------------------------------------------------------------- | ------ |
| Cité universitaire de Caracas | Caracas | Culturel, (i), (iv)               | 2000 | 164 203         | 986  | | 10° 29′ 28″ nord, 66° 53′ 28″ ouest                                     |        |
| Coro et son port              | Falcón  | Culturel, (iv), (v)               | 1993 | 18,4            | 658  | En péril depuis 2005 à la suite de pluies torrentielles survenues fin 2004 et début 2005, ainsi que de la construction de nouveaux édifices ayant un fort impact sur le site. | 11° 24′ 36″ nord, 69° 40′ 44″ ouest 11° 27′ 32″ nord, 69° 34′ 05″ ouest |        |
| Parc national Canaima         | Bolívar | Naturel, (vii), (viii), (ix), (x) | 1994 | 3 000 000       | 701  | | 5° 19′ 59″ nord, 61° 30′ 00″ ouest                                      |        |

### Liste indicative
Les sites suivants sont inscrits sur la liste indicative du Venezuela en 2013.
| Site                                           | État      | Type                             | Date | Lien | Notes                                                                          | Coordonnées                         | Illus. |
| ---------------------------------------------- | --------- | -------------------------------- | ---- | ---- | ------------------------------------------------------------------------------ | ----------------------------------- | ------ |
| Ciudad Bolívar au rétrécissement de l'Orénoque | Bolívar   | Mixte                            | 2003 | 1804 | Proposé sous le nom « Ciudad Bolivar in the narrowness of the Orinoco River ». | 8° 07′ 19″ nord, 63° 33′ 00″ ouest  |        |
| Hacienda Chuao                                 | Aragua    | Mixte                            | 2002 | 1635 | Proposé sous le nom « Hacienda Chuao (Chuao Plantation) ».                     | 10° 32′ 06″ nord, 67° 03′ 04″ ouest |        |
| Ville de La Guaira                             | La Guaira | Culturel, (ii), (iii), (iv), (v) | 1999 | 1306 | Proposé sous le nom « City of "La Guaira" ».                                   | 10° 36′ 00″ nord, 66° 55′ 59″ ouest |        |